# Hugo Butler
Hugo Butler (* 4. Mai 1914 in Calgary, Alberta, Kanada; † 7. Januar 1968 in Hollywood, Kalifornien, USA) war ein kanadischer Drehbuchautor.

## Biografie
Sein Vater Frank Butler, der bei der Canadian Pacific Railway arbeitete, ging nach dem Ersten Weltkrieg und seiner Scheidung nach Hollywood und wurde Stummfilmschauspieler und Autor, die Mutter zog mit ihrem Sohn nach Victoria, British Columbia. Hugo Butler studierte Journalismus an der University of Washington und war Journalist und Dramatiker, ehe er 1934 in die USA zog und als Autor bei MGM anfing. 1937 schrieb er The Big City, das erste seiner vierunddreissig Drehbücher. 1940 heiratete er Jean Rouverol (1916–2017), eine US-amerikanische Schauspielerin und spätere Drehbuchautorin. Das Paar bekam im Laufe der Zeit sechs Kinder. Beide traten 1943 der CPUSA bei. Sein Karrierehoch erreichte Butler 1941, als er mit Dore Schary für ihre Arbeit an Edison, the Man (Der große Edison) in der Kategorie Beste Originalgeschichte für den Oscar nominiert wurde (er überreichte seinem Vater vier Jahre später einen Autoren-Oskar). Nach seinem Militärdienst im Zweiten Weltkrieg geriet Butler Anfang der 1950er Jahre ins Visier der Antikommunisten. Die Familie mit vier kleinen Kindern floh 1951 nach Mexiko. Butler schrieb für bekannte Regisseure wie Luis Buñuel und Carlos Velo (als Hugo Mozo). Eine weitere bekannte Arbeit ist Sodom und Gomorrha (1962). 1960 gingen die Butlers für vier Jahre nach Italien und kehrten kurz darauf in die USA nach Hollywood zurück.
Hugo Butler litt lange Jahre an einer Arterienverkalkung im Gehirn und starb im Alter von 53 Jahren am 7. Januar 1968 an einem Herzinfarkt. Seine Arbeit unter der Schwarzen Liste wurde 1997 von der Writers Guild of America offiziell anerkannt. Von Jean Rouverol erschien 2000 das Buch Refugees from Hollywood: A Journal of the Blacklist Years (University of New Mexico Press, Albuquerque).

## Filmografie
- 1937: The Big City
- 1938: A Christmas Carol
- 1939: Society Lawyer
- 1939: Die Abenteuer des Huckleberry Finn (The Adventures of Huckleberry Finn)
- 1940: Wyoming
- 1940: Der große Edison (Edison, the Man)
- 1940: Der junge Edison (Young Tom Edison)
- 1941: Barnacle Bill
- 1942: The Omaha Trail
- 1942: A Yank on the Burma Road
- 1945: Heimweh (Lassie Come Home)
- 1945: Der Mann aus dem Süden (The Southerner)
- 1946: Miss Susie Slagle’s
- 1946: Morgen und alle Tage (From This Day Forward)
- 1949: Eye Witness
- 1949: Der Kampf um den Sonora-Pass (Roughshod)
- 1950: Die Männerfeindin (A Woman of Distinction)
- 1951: Dem Satan singt man keine Lieder (The Prowler)
- 1951: Steckbrief 7-73 (He Ran All the Way)
- 1951: Die Nacht der Wahrheit (The Big Night)
- 1952: Ein Baby kommt selten allein (The First Time)
- 1954: Menschenraub in Singapur (World for Ransom)
- 1954: Robinson Crusoe
- 1956: Herbststürme (Autumn Leaves)
- 1956: Torero (Dokumentarfilm)
- 1960: Das junge Mädchen (La joven)
- 1960: Los pequeños gigantes
- 1962: Eva
- 1962: Sodom und Gomorrha (Sodom And Gomorrha)
- 1963: A Face in the Rain
- 1968: Große Lüge Lylah Clare (The Legend of Lylah Clare)
- 1972: Running Scared